# Michael Jackson's This Is It
Pour les articles homonymes, voir This Is It.
Pour plus de détails, voir Fiche technique et Distribution.
Michael Jackson's This Is It est un film documentaire musical américain sorti le 28 octobre 2009. Il montre principalement les répétitions de Michael Jackson au Staples Center de Los Angeles en vue du spectacle en résidence à Londres This Is It, annulé à la suite de sa mort le 25 juin 2009.

## Production
Le 10 août 2009, le juge de la Cour supérieure de Los Angeles, Beckloff Mitchell, a approuvé un accord entre AEG Live, le promoteur de la tournée This Is It, et Sony Pictures concernant la succession des droits d'auteur sur les séquences filmées en préparation de la tournée. L'accord permet à Sony Pictures d'éditer des centaines d'heures d'images moyennant un versement de 50 millions de dollars pour les droits cinématographiques. Il a été confirmé dans une déclaration publiée sur le site officiel de Michael Jackson que le film comprendra une rétrospective de la carrière de l'artiste ainsi que des entretiens avec ses amis. 
À partir de l'annonce officielle du film, AEG Live (de même que Sony) a fait face à des critiques, principalement des affirmations selon lesquelles la compagnie n'avait réalisé le film que pour faire du profit. Selon des fans, Michael Jackson n'aurait de plus jamais voulu sortir un film entier montrant des répétitions parce qu'il était perfectionniste vis-à-vis du public et qu'un film de ce genre ne comporte pas vraiment d'intérêt. Plusieurs membres de la famille de Jackson ont confirmé qu'ils ne soutenaient pas le film, et certains ont essayé d'empêcher l'accord sur sa production. Michael Jackson's This Is It a également été entouré d'allégations (qui ont suscité l'indignation des fans) concernant l'apparition de doubles corporels à la place de Michael Jackson, ce que Sony a nié.
Pour accompagner le film, une compilation intitulée This Is It est sortie le 26 octobre 2009.

## Fiche technique
- Réalisation : Kenny Ortega
- Photo : Kevin Mazur
- Musique : Michael Bearden
- Chorégraphie : Kenny Ortega, Travis Payne
- Producteurs : Paul Gongaware, Randy Phillips
- Sociétés de production : Sony Pictures, The Michael Jackson Company, AEG Live, Stimulated
- Distribution : Columbia Pictures
- Budget : 60 000 000 $
- Langue : anglais
- Pays d'origine : États-Unis
- Genre : film documentaire, film musical
- Durée : 112 minutes
- Date de sortie : 
  -  : 28 octobre 2009

## Box-office

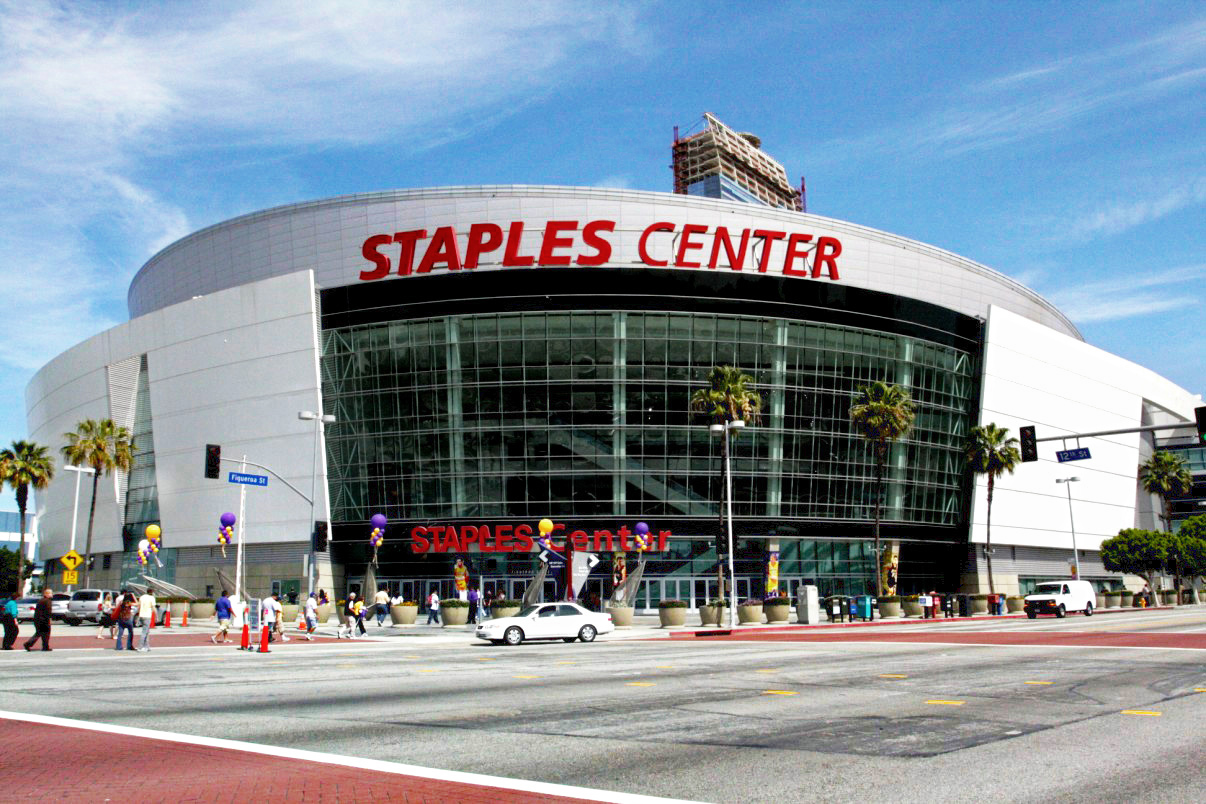
Staples Center

Le film documentaire s'est placé en tête du box-office mondial, avec un cumul de recettes de 101 millions de dollars cinq jours après sa sortie sur les écrans. Il resta n°1 mondial pendant deux semaines. Près d'un tiers des recettes du film, 32,5 millions de dollars, provient des salles obscures des États-Unis et du Canada. Le distributeur, Columbia Pictures, s'attendait à ce que le film se situe entre 30 et 40 millions dans les premiers jours.
Les pays où le film marche le mieux sont ensuite, par ordre décroissant, le Japon (10,4 millions de dollars), la Grande-Bretagne (7,6 millions), l'Allemagne (6,3), la France (5,8), l'Australie (3,6) puis la Chine (3,2). Il fut no 1 en France deux semaines de suite. Il a le plus fort démarrage d'un film pour un mercredi d'octobre aux États-Unis. 
Avec 261 millions de dollars de recettes totales (pour un budge de 60 millions), il est le film documentaire/concert le plus rentable de tous les temps, (battant Fahrenheit 9/11 de Michael Moore), bien que certains fans l'ont boycotté et que la famille Jackson ne l'a pas approuvé.

## Contenu du film
Le film a été conçu à partir des images des répétitions de Michael Jackson pour son retour sur scène avec le spectacle This Is It. Les images furent triées par l'équipe de montage parmi les 100 heures enregistrées par les caméras de AEG Live. A la base, seules quelques images des répétitions devaient figurer en bonus d'un DVD qui aurait été édité à la suite du spectacle.
Chansons apparaissant dans le film
1. Wanna Be Startin' Somethin'
2. Speechless
3. Jam
4. They Don't Care About Us (avec un extrait de HIStory)
5. Bad (avec un extrait de Mind Is The Magic)
6. Stranger in Moscow (filmé)
7. Human Nature
8. Smooth Criminal
9. Dirty Diana
10. The Way You Make Me Feel
11. I Want You Back
12. The Love You Save
13. I'll Be There
14. Shake Your Body (Down to the Ground)
15. I Just Can't Stop Loving You
16. Thriller (avec un extrait de Threatened)
17. Beat It
18. Dangerous (filmé)
19. Black or White
20. Earth Song
21. Billie Jean
22. Heal the World (filmé)
23. We Are the World (filmé)
24. Man in the Mirror

## Critiques
Les critiques ont été généralement bonnes. Sur le site Rotten Tomatoes, qui cumule plusieurs centaines de critiques professionnelles par film, il reçoit 80 % d'avis positifs sur un total de 158 critiques, et la note de 7,1/10 par des critiques professionnels américains. En France, le site Allociné, qui regroupe plusieurs critiques, lui octroie une note de 3,7/5 (14,8/20) . La critique spectateur étant elle de 3,8/5 (15,2/20).

## DVD
Le 1er mars 2010, le film This Is It sort en DVD (édition simple et spéciale deux DVD), et en blu-ray.